# TUBEst II
『TUBEst II』（日語：チューベスト・ツー）、是1996年4月1日銷售的夏之管(TUBE)第2張精選輯。

## 簡介
- 收錄從1990年到1995年的全單人。夏之管(TUBE)的單人，在相冊中記錄了最大的銷售額張數。
- 上次的原創相冊「不讓出的夏天」同樣放跑了Oricon公信榜首位。
- 2003年Sony MusicAssociated Record被再推出的（規格編號AICL-1429）。
- 廣告標語「ベストチュ―のベスト、チューベストチュ―」

## 收錄曲目
（全作詞：前田亘輝／作曲：春畑道哉／編曲：夏之管(TUBE)（特記以外））
1. Ａ―暑假（あー夏休み）（4:43） 作曲：春畑道哉・前田亘輝
2. 湘南My Love（4:29）
3. 再見Yesterday再見昨日（さよならイエスタデイ）（3:56）
4. 是夏天（夏だね）（4:43）
5. 玻璃的記憶（ガラスのメモリーズ）（4:14）
6. 不斷等夏天（夏を待ちきれなくて）（4:33）
7. 可是不是夏天（だって夏じゃない）（4:09）
8. 擁抱夏天（夏を抱きしめて）（4:20）
9. Mucho的愛情（4:19）
10. Melodies & Memories（5:11）
11. 不讓出的夏天（ゆずれない夏）（4:48）
12. 尋找那個夏天（あの夏を探して）（4:17）
13. 湘南盆踊祭（4:16）
14. Yo Yo Yo（4:34）
15. 我的海行（4:57）